# Wapen van Tijnje

Wapen van Tijnje

Het wapen van Tijnje is het dorpswapen van het Nederlandse dorp Tijnje, in de Friese gemeente Opsterland. Het wapen werd in 1994 geregistreerd.

## Beschrijving
De blazoenering van het wapen luidt als volgt:
Schuin doorsneden van zilver en sinopel, beladen met zeven linkerschuinbalken van het een in het ander; aan de bovenzijde van de delingslijn een dwarsbalk van keel, waarop vier punten van hetzelfde. Wapenspreuk: In doarp riist ut 'e puollen van groene hoofdletters op een wit lint.
De heraldische kleuren zijn: zilver (zilver), sinopel (groen), keel (rood) en sabel (zwart).

## Symboliek
- Groene en witte schuinbalken: staan symbool voor de omgeving met petgaten legakkers waar gewonnen turf op werd gelegd om te drogen.[3]
- Rode hoofdbalk: duidt op het dorp zelf dat oprijst uit het natte veengebied.[3]
- Deellijn: stelt de hoofdweg door het dorp voor.[3]
- De wapenspreuk "In doarp riist ut 'e puollen", Fries voor "Een dorp rijst op uit de pollen", was reeds eerder bekend en heeft gediend als basis voor het wapen.[3]

## Zie ook

Vlag van Tijnje